# Бенн, Сиссела
Сиссела Клара Сивсдоттер Бенн (швед. Sissela Klara Sivsdotter Benn; род. 14 мая 1980, Кирсеберг, Мальмёхус) — шведская актриса и комик. Участвовала в ток-шоу «Робинс», «Melodifestivalen» и «Centralskolan».

## Биография
Со своими коллегами Симоном Свенссоном, Эммой Ханссон и Йеспером Рённдалем организовала юмористическую группу «Einsteins kvinnor». В 2008 году Бенн сыграла роль Мэрилин Монро в спектакле театра Мальмё. В июне 2013 года Бенн сообщила о том, что ей дали главную роль в пьесе «Sitcom — en tv-fri kväll» в театре Мальмё.
Бенн появлялась в нескольких телесериалах, таких как «Lilla landet lagom» и «Sverige pussas och kramas» на 5 канале и в «Morgonsoffan» на Sveriges Television. 6 августа 2008 года Бенн запустила радиошоу «Sommar i P1», в котором различные шведские знаменитости рассказывают о своей жизни. Также она участвует в шоу «Kontoret» на TV4, шведской версии британского сериала "Офис. В 2014 году сыграла роль «Линды» в ситкоме на BBC Radio 4 в «Холодная шведская зима».

## Фильмография
- 2006: Помогите![англ.] (сериал)
- 2006: Робинс[англ.] (телесериал)
- 2006: Валландер (телесериал)
- 2007: Центрсколань[швед.] (телесериал)
- 2008: Lilla landet lagom (телесериал)
- 2008: Швеция целует и обнимает[швед.] (сериал)
- 2008: Утренний деван[швед.] (сериал)
- 2010: Я Аннели[швед.] (сериал)
- 2010: Габба Габба[швед.] (сериал)
- 2011: Офис[швед.] (телесериал)
- 2012: Тайна графского островка: возвращение графа[англ.] (сериал)
- 2012: Флиммер[швед.]
- 2013: Звёздные прыжки[швед.] (сериал)
- 2013: Дети Хеденхеса изобретают Рождество[англ.] (сериал)
- 2015: На пол пути в рай[швед.] (сериал)
- 2017: Охота за кристаллом времени[англ.] (сериал)
- 2018: Суне против Суне[швед.]
- 2018: История Дилана и Моа[швед.] (сериал, режиссер)
- 2019: Суне — шафер[швед.]